# Las Flores (Buenos Aires)
Las Flores – miasto w Argentynie, w prowincji Buenos Aires, stolica partido Las Flores.
Według danych szacunkowych na rok 2010 miejscowość liczyła 21 455 mieszkańców.